# Avery Woodson
Avery Woodson (Hattiesburg, 15 dicembre 1993) è un cestista statunitense.

## Palmarès
- Supercoppa polacca: 1

Wilki Morskie Szczecin: 2023